# ТЕС Індралая
3°12′24″ пд. ш. 104°39′23″ сх. д. / 3.20667° пд. ш. 104.65639° сх. д.
ТЕС Індралая – теплова електростанція на сході індонезійського острова Суматра, поблизу міста Палембанг. 
В 2001 році на майданчик станції перемістили газову турбіну потужністю 48,8 МВт, яка до того працювала у Джакарті на ТЕС Танджунг-Пріок. В подальшому стала до ладу друга газова турбіна з показником 40 МВт, а у 2008-му їх доповнили двома котлами-утилізаторами та паровою турбіною з показником 40 МВт. Таким чином, створили парогазовий блок комбінованого циклу потужністю 128 МВт. 
Як паливо станція використовує природний газ, що надходить у район Палембангу через Південносуматранський газопровід.
Видача продукції відбувається по ЛЕП, розрахованій на роботу під напругою 150 кВ.